# Campionati svizzeri di sci alpino 1964
I Campionati svizzeri di sci alpino 1964 si svolsero a Sankt Moritz nel mese di marzo; furono assegnati i titoli di discesa libera, slalom gigante, slalom speciale e combinata, sia maschili sia femminili. Oltre agli sciatori svizzeri poterono concorrere al titolo anche gli sciatori di nazionalità liechtensteinese.

## Risultati

### Uomini

#### Discesa libera
| Pos. | Atleta     | Nazione  |
| ---- | ---------- | -------- |
| 1    | Jos Minsch | Svizzera |
| 2    | ?          | ?        |
| 3    | ?          | ?        |

#### Slalom gigante
| Pos. | Atleta             | Nazione  |
| ---- | ------------------ | -------- |
| 1    | Stefan Kälin       | Svizzera |
| 2    | Jos Minsch         | Svizzera |
| 3    | Willy Favre        | Svizzera |
| 4    | Georg Grünenfelder | Svizzera |

#### Slalom speciale
| Pos. | Atleta       | Nazione  |
| ---- | ------------ | -------- |
| 1    | Adolf Mathis | Svizzera |
| 2    | ?            | ?        |
| 3    | ?            | ?        |

#### Combinata
| Pos. | Atleta       | Nazione  |
| ---- | ------------ | -------- |
| 1    | Stefan Kälin | Svizzera |
| 2    | ?            | ?        |
| 3    | ?            | ?        |

Classifica stilata attraverso i piazzamenti ottenuti
in discesa libera, slalom gigante e slalom speciale

### Donne

#### Discesa libera
| Pos. | Atleta         | Nazione  |
| ---- | -------------- | -------- |
| 1    | Theres Obrecht | Svizzera |
| 2    | ?              | ?        |
| 3    | ?              | ?        |
| 4    | Ruth Adolf     | Svizzera |

#### Slalom gigante
| Pos. | Atleta          | Nazione  |
| ---- | --------------- | -------- |
| 1    | Theres Obrecht  | Svizzera |
| 2    | ?               | ?        |
| 3    | Edith Hiltbrand | Svizzera |

#### Slalom speciale
| Pos. | Atleta            | Nazione  |
| ---- | ----------------- | -------- |
| 1    | Fernande Bochatay | Svizzera |
| 2    | ?                 | ?        |
| 3    | ?                 | ?        |

#### Combinata
| Pos. | Atleta         | Nazione  |
| ---- | -------------- | -------- |
| 1    | Theres Obrecht | Svizzera |
| 2    | Ruth Adolf     | Svizzera |
| 3    | ?              | ?        |

Classifica stilata attraverso i piazzamenti ottenuti
in discesa libera, slalom gigante e slalom speciale